# Journals
Albums de Justin Bieber
Believe Acoustic
(2013) Purpose
(2015)
Singles
1. Heartbreaker
Sortie : 7 octobre 2013
2. All That Matters
Sortie : 14 octobre 2013
3. Hold Tight
Sortie : 21 octobre 2013
4. Recovery
Sortie : 28 octobre 2013
5. Bad Day
Sortie : 4 novembre 2013
6. All Bad
Sortie : 11 novembre 2013
7. PYD feat. R. Kelly
Sortie : 18 novembre 2013
8. Roller Coaster
Sortie : 25 novembre 2013
9. Change Me
Sortie : 2 décembre 2013
10. Confident feat. Chance The Rapper
Sortie : 9 décembre 2013
11. One Life
Sortie : 9 décembre 2013
12. Backpack feat. Lil Wayne
Sortie : 13 décembre 2013

Journals (aussi connu sous le nom de Complete my Journals) est le troisième album studio de Justin Bieber, sorti le 23 décembre 2013, sous le label Island Records. Une campagne de dix semaines de téléchargement numérique, intitulée Music Monday  a été lancée, durant laquelle une nouvelle chanson est sortie tous les lundis du 7 octobre 2013 au 9 décembre 2013. Journals comporte cinq chansons inédites en plus des dix Music Mondays. Malgré les promotions, l'album ne s'est pas bien commercialisé et a rencontré des critiques mitigées.

## Sortie et promotion
Le 3 octobre 2013, Bieber a annoncé qu'il allait sortir une chanson tous les lundis pendant dix semaines. La première chanson de Music Mondays, Heartbreaker a été publié le 7 octobre tandis que le dernier, Confident featuring Chance The Rapper a été publié le 9 décembre 2013.
Le 9 décembre 2013, Bieber annonça que les dix Music Mondays sorties seraient fournis avec cinq nouvelles chansons supplémentaires dans une compilation intitulée Complete My Journals. Bien que l'album était initialement prévu pour une sortie le 16 décembre 2013, la date a été repoussée d'une semaine au 23 décembre 2013, comme Bieber a destiné à inclure une chanson en plus sur la compilation. Bien qu'elle ne figure pas sur l'album lui-même, une chanson bonus, Flatline, est disponible en téléchargement gratuit sur l'iTunes Store. Journals est disponible sur iTunes jusqu'au 2 janvier 2014 et par la suite les seize chansons sont disponibles pour le téléchargement individuellement.

## Composition
En tant que producteur exclusif, il s'est entouré de collaborateurs tels que Rodney Jerkins, Lil Wayne, Big Sean, Maejor Ali, Chance The Rapper, Diplo et R. Kelly.

## Liste des pistes
| No  | Titre                                        | Auteur | Durée |
| --- | -------------------------------------------- | --- | ----- |
| 1.  | Heartbreaker                                 | Justin Bieber, Brandon Green, Tony Scales, Xavier Smith                                                                           | 4:22  |
| 2.  | All That Matters                             | Justin Bieber, Andre Harris, Jason Boyd, Donovan Knight                                                                           | 3:08  |
| 3.  | Hold Tight                                   | Justin Bieber, Dominic Jordan, James Giannos, Boyd                                                                                | 4:16  |
| 4.  | Recovery                                     | | 3:00  |
| 5.  | Bad Day                                      | Justin Bieber, Ernest Isley, Marvin Isley, O'Kelly Isley, Ronald Isley, Rudolph Isley, Boyd, Christopher Jasper, Jordan, Giannos, | 2:27  |
| 6.  | All Bad                                      | Justin Bieber, Ryan Toby, Harris, Boyd                                                                                            | 3:02  |
| 7.  | PYD feat. R Kelly                            | Robert Kelly, Bieber, Boyd, Jordan, Jamal Rashid, Giannos, Sasha Sirota                                                           | 5:17  |
| 8.  | Roller Coaster                               | Rodney Jerkins,Justin Bieber, Julian Swirsky, Josh Gudwin                                                                         | 3:20  |
| 9.  | Change Me                                    | Justin Bieber, Harris, Boyd | 2:24  |
| 10. | Confident feat. Chance The Rapper            | Justin Bieber, Kenneth Coby, Maurice "Verse" Simmonds, Chancelor Bennett                                                          | 4:08  |
| 11. | One Life                                     | Justin Bieber, Green, Scales, Aubrey Graham                                                                                       | 4:03  |
| 12. | Backpack feat. Lil Wayne                     | Justin Bieber, Nasri Atweh, Adam Messinger, Adrian Eccleston, Dwayne Carter                                                       | 4:11  |
| 13. | What's Hatnin feat. Future                   | Justin Bieber, Coby, Nayvadius Wilburn                                                                                            | 3:29  |
| 14. | Swap It Out                                  | Justin Bieber, Jordan, Giannos, Boyd                                                                                              | 4:01  |
| 15. | Memphis feat. Big Sean                       | Justin Bieber, Thomas Wesley Pentz, Green, Sean Anderson, Friedrich Moritz                                                        | 3:44  |
| 16. | All That Matters (musique vidéo)             | | 3:28  |
| 17. | Justin Bieber's Believe (trailer)            | | 3:24  |
| 18. | Guatemala Pencils Of Promise Journal (vidéo) | | 3:03  |

## Certifications
| Pays              | Certification | Unités certifiées |
| ----------------- | ------------- | ----------------- |
| États-Unis (RIAA) | Platine       | 1 000 000         |